# Barão de Rio de Moinhos
Barâo de Rio de Moinhos é um título nobiliárquico criado por D. Luís I de Portugal, por Decreto de 10 de Abril de 1867, em favor de Manuel Augusto de Almeida Valejo.
Titulares
1. Manuel Augusto de Almeida Valejo, 1.º Barão de Rio de Moinhos.